# الشهرة (فلم)
الشهرة (بالإنجليزية: Fame) هو فيلم دراما تم إنتاجه في الولايات المتحدة وصدر في سنة 1980.

## القصة
|قصه الفيلم= وقائع من حياة العديد من المراهقين الذين يرتادون المدرسة الثانوية نيويورك للطلاب الموهوبين في الفنون المسرحية.

### ترشيحات وجوائز
| السنة | الحدث  | الفئة               | النتيجة |
| ----- | ------ | ------------------- | ------- |
|       | أوسكار | أفضل موسيقى تصويرية | فوز     |

## الميزانية والإيرادات
حقق أرباحا تقدر بـ 21,202,829 دولار.

## وصلات خارجية
- مقالات تستعمل روابط فنية بلا صلة مع ويكي بيانات

1. ↑  "معلومات عن الشهرة (فيلم) على موقع itunes.apple.com". itunes.apple.com. مؤرشف من الأصل في 2021-05-16.
2. ↑  "معلومات عن الشهرة (فيلم) على موقع elfilm.com". elfilm.com. مؤرشف من الأصل في 2014-10-13.
3. ↑  "معلومات عن الشهرة (فيلم) على موقع zweitausendeins.de". zweitausendeins.de. مؤرشف من الأصل في 2017-01-13.